# Echappement (magazine)
Pour les articles homonymes, voir Échappement.
Echappement est le tout premier magazine lancé par le Groupe Michel Hommell, créé en 1968. Ce mensuel s’est spécialisé dans le domaine de la compétition automobile hexagonale, du slalom régional aux différents championnats nationaux (rallye, circuit, course de côte, rallycross, etc.).
Echappement traite aussi de l’actualité internationale des rallyes, avec des reportages sur les épreuves du championnat du monde (WRC) et de l’ERC, accompagnés de DVD exclusifs (Monte-Carlo,  Championnat de France des rallyes et coupe, etc.).

## Description
En matière d’essais, Echappement couvre une large palette de voitures de sport, avec des tests complets : sportives populaires, « GTI », roadsters, berlines musclées et voitures de compétition sont ainsi passées au crible.

## Echappement Classic
Depuis avril 2009 existe également le magazine Echappement Classic, publié désormais tous les deux mois par le même Groupe Michel Hommell, qui couvre l'univers des compétitions automobiles historiques. Echappement Classic interrompt sa parution avec le numéro 97 en janvier 2020 et devient un encart dans Echappement en février 2020.

## Reprise
À la suite de la liquidation du groupe de presse Hommell intervenue le 4 décembre 2020, Echappement ainsi que Gazoline sont repris par le groupe Larivière. Dans le domaine auto et moto, l’éditeur possédait déjà les titres 4×4 Magazine, Enduro, Moto Journal et Moto Revue,.